# Bernhard Kotynski
Bernhard Kotynski (* 13. April 1990 in Wien) ist ein österreichischer Fußballspieler.

## Karriere
Kotynski begann 1996 mit sechs Jahren seine Fußballerkarriere bei den Jugendmannschaften von SV Neulengbach. 2004 kam er in die AKA St. Pölten, eine Fußballakademie in St. Pölten, in der er bis 2009 spielte. 2009 spielte er erstmals für die Amateure des SKN St. Pölten, mit denen er im selben Jahr in die Landesliga aufstieg. Sein Debüt in dieser gab er im September 2009 gegen den 1. SC Sollenau.
Im März 2010 stand er gegen den FC Gratkorn erstmals im Kader der Profis von St. Pölten. Im selben Monat debütierte er in der zweiten Liga, als er am 21. Spieltag der Saison 2009/10 gegen den FC Admira Wacker Mödling in der 21. Minute für Georg Gravogl eingewechselt wurde. Seinen ersten Treffer in der zweithöchsten Spielklasse erzielte er im November 2011 bei einem 3:2-Sieg gegen den WAC/St. Andrä. In seinen vier Saisonen bei den Profis des SKN absolvierte er 39 Zweitligaspiele, in denen er einen Treffer erzielte.
Zur Saison 2013/14 wechselte Kotynski zum Regionalligisten ATSV Ober-Grafendorf. Für Ober-Grafendorf absolvierte er in jener Saison alle 30 Spiele in der Regionalliga und erzielte dabei fünf Treffer. Mit seinem Verein musste er zu Saisonende jedoch aus der Regionalliga absteigen.
Daraufhin schloss er sich im Sommer 2014 dem Regionalligisten FC Blau-Weiß Linz an. Mit BW Linz stieg er 2016 in die zweithöchste Spielklasse auf. Nach dem Aufstieg rückte er 2016 in den Kader der Amateure des Vereins.
Im Jänner 2018 wechselte er zum sechstklassigen SC Kronstorf, wo er eineinhalb Jahre blieb. Mit Juli 2019 ging Kotynski zum Landesligisten SV Langenrohr, nach einem Jahr wechselte Kotynski weiter zum Ligakonkurrenten SCU Kilb. Aufgrund von privaten Veränderungen verließ Kotynski nach einem halben Jahr das Pielachtal. Seit 2021 spielt Kotynski für seinen Stammverein Sv Neulengbach.

## Erfolge
- Meister Regionalliga Mitte: 2015/16
- Meister Jugendliga U19: 2008/09